# フェデリコ・ファジャーニ
フェデリコ・ファジャーニ（イタリア語: Federico Fagiani、1991年8月19日 - ）は、イタリアのバレーボール指導者。

## 来歴
イタリアのローマ出身。
ローマ・トル・ヴェルガータ大学 (it) に進学し、身体活動と健康増進の修士号を取得した。
その後、2010年に、当時セリエA1（イタリア1部リーグ）に在籍していたM・ローマバレー (it) のU14チームのアシスタントコーチに就任。2011年、バレー・アングイラーラ(Volley Anguillara)のU14-15チームのヘッドコーチ兼アスレティックトレーナーに就任し、2015年まで務めた。その後、スペインのチームであるUCAMバレー・ムルシア (es) のU16女子チームのコーチも務めた。
2017年、U-19イタリア代表のコーチとして欧州ユース選手権 (en) と世界ユース選手権に出場し、欧州ユース選手権のチーム準優勝に貢献した。同年、デンマークリーグのミゼルファートVK (fr) の監督に就任し、2017-18シーズンにおいて最優秀監督賞を受賞した。
2018年、ジェイテクトSTINGSにコーチとして入団。チームのブロック強化に取り掛かり、2019-20シーズンに優勝を果たした。2021-22シーズンより監督を務める。
2023年、契約期間満了に伴い、2022-23シーズンをもってジェイテクトSTINGSの監督を退任し、同チームのアドバイザーに就任した。同時に、スーペルリーガ（イタリア1部リーグ）に在籍するラナ・ヴェローナ (it) の第3コーチに就任した。
2024年、北海道イエロースターズのコーチに就任した。

## 指導歴

### クラブチーム
- M・ローマバレー (it) U14 アシスタントコーチ（2010-2011年）
- バレー・アングイラーラU14-15 ヘッドコーチ兼アスレティックトレーナー（2011-2015年）
- UCAMバレー・ムルシア (es) U16女子 コーチ（2015-2017年）
- ミゼルファートVK (fr)  監督 （2017-2018年）
- ジェイテクトSTINGS コーチ（2018-2021年）
- ジェイテクトSTINGS 監督（2021-2023年）
- ラナ・ヴェローナ (it)  コーチ（2023-2024年）
- 北海道イエロースターズ コーチ（2024年-）

### ナショナルチーム
- U19/U17イタリア代表 コーチ（2015-2018年）[2]